# Publilia de plebiscitis
La lex Publilia de plebiscitis va ser una antiga llei romana que feia extensiva a tot el poble la força executiva dels plebiscits. La van proposar els tribuns amb potestat consular Voleró Publili, i Gai Letori, l'any 471 aC, quan eren cònsols Api Claudi i Titus Quinti.